# Estanislao Solsona Sementé
Estanislao Solsona Sementé, conegut com a Estanislao, és un dissenyador de moda català nascut a Torregrossa.
El juny de 2004 Estanislao Solsona inaugurà a Barcelona el seu estudi-taller, situat a la Rambla de Catalunya. I l’any 2017 va crear i patentar el seu propi mètode de patronatge, eometric.
Eometric va ser un dels premis pels finalistes del programa Maestros de la Costura, de Televisió Espanyola, en les seves primeres cinc edicions.